# Chlorodiella cytherea
Chlorodiella cytherea (Dana, 1852) è un granchio appartenente alla famiglia Xanthidae.

## Descrizione
Il carapace è convesso, la superficie è liscia. Sugli tutti gli arti (eccetto i chelipedi) sono presenti setole. È facilmente confondibile con Chlorodiella nigra.

## Alimentazione
Si nutre di alghe.

## Distribuzione e habitat
Proviene dall'Indo-Pacifico; il suo areale si estende dalle coste dell'Africa orientale e dal mar Rosso alla Polinesia francese, dove vive fino a 5 m di profondità.